# 다미르 무미노비치
다미르 무미노비치(1990년 5월 13일 ~ , 세르비아어: Дамир Муминовић)는 아이슬란드의 축구 선수이며 포지션은 수비수이다. 현재는 Breiðablik 소속으로 뛰고 있다.